# Peter Caswell
Peter Donald Caswell (sinh ngày 16 tháng 1 năm 1957 ở Leatherhead) là một cựu cầu thủ bóng đá người Anh từng thi đấu ở Football League ở vị trí thủ môn.